# Dichotomius podalirius
Dichotomius podalirius là một loài bọ cánh cứng trong họ Bọ hung (Scarabaeidae).